# Pestalotiopsis zonata
Pestalotiopsis zonata är en svampart som först beskrevs av Ellis & Everh., och fick sitt nu gällande namn av G.C. Zhao & N. Li 1995. Pestalotiopsis zonata ingår i släktet Pestalotiopsis och familjen Amphisphaeriaceae.   Inga underarter finns listade i Catalogue of Life.